# Line Henriette Hjemdal
Line Henriette Holten Hjemdal (født 18. oktober 1971) er en norsk politiker og stortingsrepræsentant for Kristelig Folkeparti (KrF). Hun har været indvalgt i Stortinget fra Østfold siden 2005, og har været parlamentarisk viceleder i KrFs stortingsgruppe.